# Paul Langton
Paul Ronald Langton (* 17. April 1913 in Salt Lake City, Utah; † 15. April 1980 in Burbank, Kalifornien) war ein US-amerikanischer Schauspieler, der mit seiner Rolle als Leslie Harrington in der Fernsehserie Peyton Place bekannt wurde.

## Leben
Langton war das jüngste von fünf Kindern von Bertha „Betty“ Jones und Ernest Henry Langton, einem ehemaligen Varietékünstler, der in der Postabteilung des San Francisco Examiner arbeitete.
Als Langton zwölf Jahre alt war, zog er von Salt Lake City zu seinem Vater nach San Francisco. Er besuchte die dortige Lowell High School und studierte später Schauspiel an der California School of Fine Arts, dem heutigen San Francisco Art Institute. Um seine Ausbildung zu finanzieren, arbeitete er in den Presseabteilungen des Salt Lake Telegram und des Examiner.
Am 3. Januar 1938 heiratete Langton Elda Piva, mit der er bis zu ihrem Tod am 26. April 1974 verheiratet war. Das Paar hatte ein Kind.
Er verstarb im Alter von 66 Jahren an den Folgen eines Herzinfarkts. Seine Asche wurde auf dem Meer verstreut.

## Karriere
Zu Langtons frühen Bühnenerfahrungen gehörten Auftritte in Produktionen der Mountain Play Association in Kalifornien und des Pasadena Playhouse. 1950 spielte er die Rolle des Biff in einer Tournee von Tod eines Handlungsreisenden und 1956 war er in Harbor Lights am Broadway in New York City zu sehen.
Sein Filmdebüt hatte er 1941, als er bei Metro-Goldwyn-Mayer unter Vertrag genommen wurde. Anfangs hatte er oft Rollen in Kriegsfilmen. Zwischen 1942 und 1954 war er zudem Sprecher beim Lux Radio Theatre. Später war Langton zunehmend in Charakterrollen oder Nebenrollen in Filmen wie Die unglaubliche Geschichte des Mister C. (1957) zu sehen.
Im Fernsehen trat Langton erstmals 1951 in der Serie The Web auf. Seine erste reguläre Rolle war die des Walter Dennis in der Tagesserie The Brighter Day. Eine mit ihm 1955 produzierte Pilotfolge zu einer geplanten Westernserie namens Idian Agent ging nicht in Serie. Außerdem hatte er zwischen 1958 und 1962 fünf Gastauftritte in der Fernsehserie Perry Mason, davon drei als Staatsanwalt.
Die Verkörperung von Leslie Harrington in Peyton Place von 1964 bis 1968 machte ihn einem breiten Publikum bekannt. Nach seinem Ausstieg aus der Serie war er in zahlreichen weiteren Formaten zu sehen, so 1968 in Ihr Auftritt, Al Mundy und in Der Chef. Einen seiner letzten Auftritte hatte er in einer Folge der Fernsehserie Notruf California.
Im deutschen Sprachraum wurde Langton unter anderem von Wolf-Dietrich Berg, Hans-Werner Bussinger, Heinz Giese, Helmut Gauß, Lutz Harder, Friedrich Joloff, Gösta Knothe, Gerd Martienzen, Horst Niendorf, Joachim Nottke, Peter Pasetti, Manfred Petersen, Michael Schwarzmaier, Andreas Thieck, Kurt Waitzmann und Bodo Wolf synchronisiert.

## Filmografie (Auswahl)

### Film
- 1943: Bestimmung Tokio
- 1943: The Cross of Lorraine
- 1943: We’ve Never Been Licked
- 1943: First Comes Courage
- 1944: Gentle Annie
- 1944: Dark Shadows (Kurzfilm)
- 1944: Der dünne Mann kehrt heim
- 1944: Dreißig Sekunden über Tokio
- 1944: Marriage Is a Private Affair
- 1945: Schnellboote vor Bataan
- 1945: What Next, Corporal Hargrove?
- 1945: Purity Squad (Kurzfilm)
- 1945: The Hidden Eye
- 1945: Fall Guy (Kurzfilm)
- 1945: This Man’s Navy
- 1946: Bis die Wolken vorüberzieh’n
- 1946: Lassie – Held auf vier Pfoten
- 1946: The Hoodlum Saint
- 1946: Magic on a Stick (Kurzfilm)
- 1947: For You I Die
- 1947: The Romance of Rosy Ridge
- 1947: My Brother Talks to Horses
- 1947: Endlos ist die Prärie
- 1948: Trouble Preferred
- 1948: Die tollkühne Rettung der Gangsterbraut Honey Swanson
- 1948: Fighting Back
- 1951: Holiday for Bill (Kurzfilm)
- 1953: Jack Slade – der Revolverheld von Colorado
- 1953: Big Leaguer
- 1954: The Snow Creature
- 1954: Return from the Sea
- 1955: Indian Agent (Fernsehfilm)
- 1955: Hollywood-Story
- 1955: Zur Hölle und zurück
- 1955: Mord ist mein Geschäft
- 1955: Dr. Harvey W. Wiley (Fernsehfilm)
- 1956: Utah Blaine
- 1957: Chicago vertraulich
- 1957: Calypso-Fieber
- 1957: Die unglaubliche Geschichte des Mr. C
- 1958: It! Der Schrecken lauert im All
- 1958: Girl in the Woods
- 1959: Der Zorn des Gerechten
- 1959: Invisible Invaders
- 1959: The Cosmic Man
- 1960: Mörder-Trio
- 1960: Vom Dritten keine Spur
- 1963: Vier für Texas
- 1963: Rufmord
- 1963: Die Strolche von Mexiko
- 1964: Ein Mann kam nach New York
- 1964: Der Mörder mit der Gartenschere
- 1964: Helden ohne Hosen
- 1964: Ein Goldfisch an der Leine

### Fernsehserie
- 1951: Tales of Tomorrow
- 1951: Casey, Crime Photographer
- 1951–1954: The Web
- 1951–1954: Suspense
- 1951–1954: Danger
- 1951–1956: Kraft Television Theatre
- 1952: The Doctor
- 1952: Goodyear Television Playhouse
- 1952: CBS Television Workshop
- 1952: Armstrong Circle Theatre
- 1952: Not for Publication
- 1952–1953: Chevron Theatre
- 1952–1955: Studio One
- 1953: Your Jeweler’s Showcase
- 1953: Kleine Spiele aus Übersee (Fireside Theatre)
- 1953: Big Town
- 1953: I’m the Law
- 1953: Biff Baker, U.S.A.
- 1953–1955: Ihr Star: Loretta Young (Letter to Loretta, auch The Loretta Young Show)
- 1953–1955: The Ford Television Theatre
- 1954: Mayor of the Town
- 1954: The Lone Wolf
- 1954: Public Defender
- 1954: Cavalcade of America
- 1954–1955: The Lone Ranger
- 1954–1957: Schlitz Playhouse of Stars
- 1954–1962: The Brighter Day
- 1955: Frontier
- 1955: Four Star Playhouse
- 1955: Celebrity Playhouse
- 1955: Front Row Center
- 1955: Treasury Men in Action
- 1955: City Detective
- 1955: Damon Runyon Theater
- 1955: The Whistler
- 1955–1956: Lux Video Theatre
- 1955–1958: Studio 57
- 1955–1959: Wenn man Millionär wär (The Millionaire)
- 1956: The Kaiser Aluminum Hour
- 1956: Alfred Hitchcock präsentiert
- 1956: Navy Log
- 1956: Steve Donovan, Western Marshal
- 1956–1958: Matinee Theatre (NBC Matinee Theatre)
- 1957: The Gray Ghost
- 1957: Code 3
- 1957: Telephone Time
- 1957: The Restless Gun
- 1957–1958: Broken Arrow
- 1957–1959: State Trooper
- 1958: Target
- 1958: Steve Canyon
- 1958: Playhouse 90
- 1958: Lawman
- 1958: The Further Adventures of Ellery Queen
- 1958: Mickey Spillane’s Mike Hammer
- 1958: Dezernat M
- 1958–1961: Rauchende Colts
- 1958–1962: Perry Mason
- 1958–1962: Wagon Train
- 1959: Menschen im Weltraum
- 1959: 21 Beacon Street
- 1959: The Rough Riders
- 1959: Alcoa Presents One Step Beyond
- 1959: Abenteuer im wilden Westen
- 1959: Täter unbekannt (The Lineup)
- 1959–1963: Unwahrscheinliche Geschichten (The Twilight Zone)
- 1960: Wells Fargo (Tales of Wells Fargo)
- 1960: Bat Masterson
- 1960: The Chevy Mystery Show
- 1960: Shotgun Slade
- 1960: Tausend Meilen Staub
- 1960: Not for Hire
- 1960: Law of the Plainsman
- 1960: Hawaiian Eye
- 1960: Markham
- 1960: Tightrope!
- 1960–1962: Chicago 1930
- 1961: 77 Sunset Strip
- 1961: Checkmate
- 1961: Cheyenne
- 1961: Unter heißem Himmel (Follow the Sun)
- 1961: Es geschah in den Zwanzigern (The Roaring 20’s)
- 1961: Adventures in Paradise
- 1961: Tallahassee 7000
- 1961: Lassie
- 1961: The Brothers Brannagan
- 1961: Am Fuß der Blauen Berge
- 1961: Vilma und King – Die Geschichte einer Farmerfamilie (The Tramp)
- 1962: Sprung aus den Wolken
- 1962: Sam Benedict
- 1962: Mister Ed
- 1962: The Eleventh Hour
- 1962: St. Dominic und seine Schäfchen
- 1962: Alcoa Premiere
- 1962: Bus Stop
- 1963: Auf der Flucht
- 1963: Im wilden Westen
- 1963: Erwachsen müßte man sein
- 1963: Die Leute von der Shiloh Ranch
- 1963: Stationsarzt Dr. Kildare (Dr. Kildare)
- 1964: The Travels of Jaimie McPheeters
- 1964: Stunde der Entscheidung (Kraft Suspense Theatre)
- 1964–1968: Peyton Place
- 1968: Ihr Auftritt, Al Mundy
- 1968: The Outcasts
- 1970: The Immortal
- 1971: Meine drei Söhne
- 1971: Der Chef
- 1972: Notruf California

## Theater (Auswahl)
- 1940: The World We Live In (Tamalpais)[14]
- 1950: Tod eines Handlungsreisenden (Tourneetheater)[11]
- 1956: Harbor Lights (Broadway, New York City)[8][9][10]